# Данска на Европском првенству у атлетици у дворани 2017.
Данска је учествовала на  34. Европском првенству у дворани 2017 одржаном у Београду, Србија, од 3. до 5. марта. Ово је било двадест осмо Европско првенство у дворани од 1970. године када је Данска први пут учествовала. Репрезентацију Данске представљало је 6 спортиста (4 мушкарца и 2 жене) који су се такмичили у 6 дисциплина (4 мушке и 2 женске).
На овом првенству Данска је освојила 1 медаљу, а оборен је 1 а затим у финалу изједначен национални рекорд у трци 60 метара са препонамана у мушкој конкуренцији. Овим успехом Данска је у укупном пласману делила 17 место, од 26 земаља које су на овом првенству освајале медаље. У табели успешности према броју и пласману такмичара који су учествовали у финалним такмичењима (првих 8 такмичара) Данска је са  5 учесника у финалу заузела 16 место са 18 бодова, од 36 земаља које су имале представнике у финалу.
| Плас. | Земља  | 1. место | 2. место | 3. место | 4. место | 5. место | 6. место | 7. место | 8. место | Бр. финал. - Бод. |
| ----- | ------ | -------- | -------- | -------- | -------- | -------- | -------- | -------- | -------- | ----------------- |
| 16.   | Данска | −        | 1−7      | −        | 1−5      | 1−4      | −        | −        | 2−2      | 5−18              |

## Учесници
| Бр. | Дисциплина   | Мушкарци            | Жене               | Укупно |
| --- | ------------ | ------------------- | ------------------ | ------ |
| 1.  | 60 м         | Кристофер Хари      |                    | 1      |
| 2.  | 400 м        | Бенјамин Лобо Ведел | Сара Слот Петерсен | 3      |
| 3.  | 800 м        | Андреас Бубе        | Стине Трест        | 2      |
| 4.  | 60 м препоне | Андреас Мартинсен   |                    | 1      |
|     | Укупно (4)   | 4                   | 2                  | 6      |

## Освајачи медаља (1)

### Сребро (1)
- Андреас Бубе — 800 метара

## Резултати

### Мушкарци
| Атлетичар           | Дисциплина   | Лични рекорд | Квалификације | Квалификације | Полуфинале           | Полуфинале           | Финале               | Финале      | Детаљи |
| Атлетичар           | Дисциплина   | Лични рекорд | Резултат      | Место         | Резултат             | Место                | Резултат             | Место       | Детаљи |
| ------------------- | ------------ | ------------ | ------------- | ------------- | -------------------- | -------------------- | -------------------- | ----------- | ------ |
| Кристофер Хари      | 60 м         | 6,65         | 6,69          | 4. у гр. 1    | Није се квалификовао | Није се квалификовао | Није се квалификовао | 20 / 26     |        |
| Бенјамин Лобо Ведел | 400 м        | 46,78        | 46,65 ЛР      | 1. у гр. 5 КВ | 46,60 ЛР             | 2. у пф 1 КВ         | 46,33 ЛР             | 4 /24 (28)  |        |
| Андреас Бубе        | 800 м        | 1:47,19      | 1:48,68 qЛР   | 4. у гр. 4 кв | 1:49,42              | 1. у пф. 2           | 1:49,32              |             |        |
| Андреас Мартинсен   | 60 м препоне | 7,69 НР      | 7,68 НР       | 2. у гр. 3 КВ |                      |                      | 7,68 =НР             | 8 / 20 (24) |        |

### Жене
| Атлетичарка        | Дисциплина | Лични рекорд | Квалификације | Квалификације | Полуфинале | Полуфинале    | Финале                | Финале      | Детаљи |
| Атлетичарка        | Дисциплина | Лични рекорд | Резултат      | Место         | Резултат   | Место         | Резултат              | Место       | Детаљи |
| ------------------ | ---------- | ------------ | ------------- | ------------- | ---------- | ------------- | --------------------- | ----------- | ------ |
| Сара Слот Петерсен | 400 м      | 52,59 НР     | 53,39         | 2. у гр. 5 КВ | 52,86 ЛРС  | 3. и пф. 2    | Није се квалификовала | 8 / 28 (31) |        |
| Стине Трест        | 800 м      | 2:02,74      | 2:04,78       | 2. у гр. 3 КВ | 2:02,98    | 3. у пф. 1 КВ | 2:02,93               | 5 / 18 (19) |        |